# Neckeradelphus spruceanus
Neckeradelphus spruceanus là một loài Rêu trong họ Neckeraceae. Loài này được (Mitt.) Steere miêu tả khoa học đầu tiên năm 1948.